# Rusty (videogioco)
Rusty (ラスティ Rasuti?) è un videogioco a piattaforme sviluppato da C-Lab e pubblicato su NEC PC-9801 nel 1993.

## Trama
Un piccolo villaggio europeo è oppresso dalla vampiressa Bloody Mary, la quale fa rapire al suo scagnozzo Brian Gateau diverse ragazze, utilizzando il loro sangue per risvegliare il suo malvagio padrone, il conte Monte Carlo, morto 300 anni prima. Rusty Sprinkle, una cacciatrice di vampiri, si farà avanti per salvare le sue compaesane e liberare il suo villaggio, riuscendo infine a sconfiggere i due vampiri.

## Modalità di gioco
Il gameplay ha forti similitudini con la serie Castlevania, in particolare con Super Castlevania IV e Castlevania: Rondo of Blood: Rusty infatti usa una frusta come arma primaria e può attaccare in quattro direzioni (orizzontale e verticale), oltre che usarla per aggrapparsi ad alcune sporgenze per superare delle trappole. Sono inoltre presenti diverse armi secondarie.
Il gioco è diviso in dieci livelli, che percorrono l'intera avventura di Rusty: il primo livello infatti è il suo stesso villaggio; i livelli successivi vedono la ragazza attraversare una foresta, un cimitero, una cattedrale, una profonda grotta, un antico tempio ed infine il castello del conte Monte Carlo, il quale (come quello di Dracula in Castlevania) è diviso in giardino, torre dell'orologio e l'interno vero e proprio.